# Де Рода, Сесилио
Сесилио де Рода-и-Лопес (исп. Cecilio de Roda y López; 24 октября 1865, Альбуньоль — 27 ноября 1912, Мадрид) — испанский музыковед.
Сын адвоката. Учился в Гранаде и Кадисе, затем окончил юридический факультет Мадридского университета. С 1888 г. публиковался как музыкальный критик. В 1904 г. стал одним из основателей Мадридского народного университета.
Наиболее известен серией лекций о музыке в романе «Дон Кихот» и в эпоху его действия, прочитанной в 1905 г. в рамках юбилейной конференции к 300-летию книги (в дальнейшем соображениями де Роды пользовался Мануэль де Фалья при создании оперы «Балаганчик маэстро Педро» по мотивам «Дон Кихота») и вновь найденной и описанной им в том же году записной книжкой Людвига ван Бетховена 1825 года, получившей с тех пор название «Блокнот де Роды».
В 1906 г. был избран в состав Королевской академии изящных искусств Сан-Фернандо, произнеся по этому поводу речь «Развитие музыки» (исп. La evolución de la música).
В январе 1912 г. возглавил Мадридскую консерваторию, однако умер в конце того же года. Музыкальная библиотека де Роды, насчитывавшая 3000 книг и около 10000 нотных единиц, перешла к его брату Хосе, пианисту, а его наследниками была передана в 1965 г. в дар Мадридской консерватории.